# Lý Nhân
Lý Nhân là một huyện nằm ở phía đông tỉnh Hà Nam, Việt Nam.
Lý Nhân là nơi giàu truyền thống văn hóa cũng như lịch sử. Tại nơi đây đã phát hiện được trống đồng cổ, còn nguyên vẹn và có nhiều giá trị nghệ thuật, thuộc văn hóa Đông Sơn - đó là trống đồng Ngọc Lũ. Được phát hiện ở xã Như Trác năm 1893-1894 nhưng được đem tặng cho xã Ngọc Lũ huyện Bình Lục nên có tên là trống đồng Ngọc Lũ, nơi đây cũng là nơi phát hiện cuốn sách đồng cổ nhất Việt Nam, hiện nay nó vẫn đang được lưu giữ ở nơi đã tìm ra nó, thôn Văn An, xã Bắc Lý.

## Giao thông
Huyện Lý Nhân có các tuyến đường tỉnh lộ chạy qua là: DT971, DT972, DT975.
Có các tuyến đường Quốc lộ lớn chạy qua là: Quốc Lộ 38B từ thị xã Duy Tiên đi qua Lý Nhân đến tỉnh Nam Định.
Đường cao tốc Hưng Yên – Thái Bình đi qua huyện trên tuyến đường có cầu Hưng Hà bắc qua sông Hồng tại xã Chân Lý sang thành phố Hưng Yên.
Cầu Thái Hà là một cây cầu lớn bắc qua sông Hồng nối huyện với huyện Hưng Hà, tỉnh Thái Bình ở địa phận xã Chân Lý nằm trên đường cao tốc Hưng Yên – Thái Bình.

## Địa lý
Huyện Lý Nhân nằm ở phía đông của tỉnh Hà Nam, nằm giữa 2 con sông là sông Hồng và sông Châu Giang( phía hữu ngạn sông Hồng), Huyện cách thành phố Phủ Lý khoảng 24 km về phía đông, cách trung tâm thủ đô Hà Nội khoảng 84 km, có vị trí địa lý:
- Phía đông giáp huyện Hưng Hà và huyện Vũ Thư thuộc tỉnh Thái Bình
- Phía tây giáp thị xã Duy Tiên và huyện Bình Lục ( cùng tỉnh)
- Phía nam giáp thành phố Nam Định, tỉnh Nam Định
- Phía bắc giáp thành phố Hưng Yên, tỉnh Hưng Yên.

Huyện Lý Nhân khu vực giữa huyện cách cuối huyện xã Hòa Hậu đến Phủ Lý là 34 km, từ TT. Vĩnh Trụ đến Phủ Lý là 13 km. Đây là huyện duy nhất của tỉnh Hà Nam không tiếp giáp thành phố Phủ Lý.
Trên địa bàn huyện có hai tôn giáo chính: Phật giáo và Thiên Chúa giáo. 15,51% dân số theo đạo Thiên Chúa.
- Huyện Lý Nhân có tuyến đường nối Cao tốc Cầu Giẽ - Ninh Bình nối với Cao tốc Hà Nội - Hải Phòng trên đường đi có 2 hướng đi cầu lớn là cầu Hưng Hà (đi Hưng Yên) và cầu Thái Hà (đi Thái Bình). Theo quy hoạch của Thủ tướng chính phủ sẽ nâng cấp tuyến đường này lên đường Vành Đai 5 vùng Thủ đô.
- Huyện Lý Nhân có tuyến đường Quốc lộ 38B đi từ Quốc lộ 38A (cầu Yên Lệnh) chạy qua huyện đi đường Quốc lộ 10 Tp. Nam Định
- Có 2 tuyến đường tỉnh liên các xã là ĐT971 và ĐT972

## Hành chính
Huyện Lý Nhân có 21 đơn vị hành chính cấp xã trực thuộc, bao gồm thị trấn Vĩnh Trụ (huyện lỵ) và 20 xã: Bắc Lý, Chân Lý, Chính Lý, Công Lý, Đạo Lý, Đức Lý, Hòa Hậu, Hợp Lý, Nguyên Lý, Nhân Bình, Nhân Chính, Nhân Khang, Nhân Mỹ, Nhân Nghĩa, Nhân Thịnh, Phú Phúc, Tiến Thắng, Trần Hưng Đạo, Văn Lý, Xuân Khê.

## Lịch sử
Lý Nhân là vùng đất được hình thành từ rất sớm, ngay từ những buổi đầu dựng nước Văn Lang. Theo các dấu tích lịch sử, các thần tích, ngọc phả...cũng lưu giữ ở các đình đền trong huyện và các truyền thuyết trong dân gian, vào khoảng hơn 2000 năm trước Công nguyên đã có một bộ phận người Việt cổ từ thượng lưu sông Hồng xuôi về hạ lưu, cư trú trên các đồi đất cao ven sông, hình thành các vùng dân cư, trong đó có vùng đất Lý Nhân ngày nay.
Dưới thời Văn Lang, Lý Nhân thuộc bộ Giao Chỉ, sau này thuộc huyện Chu Diên, quận Vũ Bình, bộ Giao Chỉ.
Thời Lý, Trần thuộc châu Lỵ Nhân, lộ Đông Đô (nay thuộc Hà Nội).
Thời Lê sơ, năm Quang Thuận thứ 7 (1466), đổi tên huyện Lý Nhân thành huyện Nam Xương (đọc chệch là Nam Xang) cho khỏi trùng với phủ Lỵ Nhân. trấn Sơn Nam.
Huyện lị trước đây đặt ở Chi Long, đến năm 1829 mới chuyển về Nga Thượng, Nga Khê, nay thuộc xã Nguyên Lý.
Năm 1832, huyện Nam Xương và Bình Lục được tách khỏi phủ Lỵ Nhân để thành lập phủ Lý Nhân thuộc tỉnh Hà Nội (tỉnh Hà Nội được thành lập năm 1831).
Ngày 21 tháng 3 năm Thành Thái thứ 2 (1890), huyện Nam Xang cùng các huyện Bình Lục, Thanh Liêm lập thành phủ Liêm Bình, thuộc tỉnh Nam Định.
Cuối năm 1890, chính quyền thực dân Pháp phân chia lại các đơn vị hành chính, bỏ cấp phủ thành lập các tỉnh mới thì Phủ Lý Nhân được tách khỏi tỉnh Hà Nội và sáp nhập thêm mấy tổng của Nam Định, thành lập tỉnh Hà Nam vào ngày 20/10/1890. Huyện Nam Xang tách khỏi Nam Định nhập vào tỉnh Hà Nam.
Ngày 31 tháng 3 năm 1923, huyện Nam Xang lấy lại tên cũ là huyện Lý Nhân.
Sau năm 1945, bỏ cấp phủ, châu, gọi chung là huyện, huyện Lý Nhân có 31 xã: Bảo Lý, Chân Lý, Chính Lý, Chung Lý, Công Lý, Đạo Lý, Đồng Lý, Đức Lý, Hòa Lý, Hồng Lý, Hợp Lý, Hùng Lý, Nguyên Lý, Nhân Bình, Nhân Chính, Nhân Đạo, Nhân Hậu, Nhân Hòa, Nhân Hưng, Nhân Khang, Nhân Long, Nhân Mỹ, Nhân Nghĩa, Nhân Phú, Nhân Phúc, Nhân Thắng, Nhân Thịnh, Nhân Tiến, Tân Lý, Văn Lý, Xuân Khê.
Ngày 27 tháng 6 năm 1972, hợp nhất xã Hồng Lý và xã Chân Lý thành một xã lấy tên là xã Chân Hồng, giải thể xã Nhân Long và sáp nhập thôn Do Đạo của xã Nhân Long vào xã Nhân Thịnh, sáp nhập thôn Thanh Nga của xã Nhân Long vào xã Nhân Phúc.
Ngày 23 tháng 2 năm 1977, hợp nhất xã Chính Lý và xã Hùng Lý thành một xã lấy tên là xã Chính Lý, hợp nhất xã Nguyên Lý và xã Hòa Lý thành một xã lấy tên là xã Nguyên Lý, hợp nhất xã Tân Lý và xã Chân Hồng thành một xã lấy tên là xã Chân Lý, hợp nhất xã Nhân Hòa và xã Nhân Hậu thành một xã lấy tên là xã Hòa Hậu.
Ngày 1 tháng 2 năm 1978, hợp nhất xã Nhân Tiến và xã Nhân Thắng thành một xã lấy tên là xã Tiến Thắng.
Ngày 27 tháng 3 năm 1978, hợp nhất xã Nhân Phú và xã Nhân Phúc thành một xã lấy tên là xã Phú Phúc, hợp nhất xã Bảo Lý và xã Chung Lý thành một xã lấy tên là xã Bắc Lý.
Ngày 13 tháng 2 năm 1987, thành lập thị trấn Vĩnh Trụ, thị trấn huyện lỵ huyện Lý Nhân trên cơ sở 175,84 ha diện tích tự nhiên và 3.518 nhân khẩu của xã Đồng Lý và 3,15 ha diện tích tự nhiên của xã Đức Lý.
Ngày 1 tháng 1 năm 2020, hợp nhất hai xã Nhân Hưng và Nhân Đạo thành xã Trần Hưng Đạo và sáp nhập xã Đồng Lý vào thị trấn Vĩnh Trụ.
Huyện Lý Nhân có 1 thị trấn và 20 xã như hiện nay.

## Kinh tế - xã hội
Lý Nhân là huyện thuần nông, qua nhiều tháng năm lao động vất vả, nhân dân trong huyện đã đóng góp rất nhiều công sức, tiền của để xây dựng các công trình thủy lợi, đê, bối. Hàng trăm km đê bối sông Hồng, sông Châu Giang, sông Long Xuyên cùng hàng ngàn km mương máng sử dụng tưới tiêu phục vụ cho sản xuất nông nghiệp.
Trong sản xuất nông nghiệp, cây lúa nước có vị trí đặc biệt quan trọng đến đời sống nhân dân. Từ rất sớm người Lý Nhân đã biết tuyển chọn các loại giống lúa tốt cho năng suất cao phù hợp với vùng đất quê mình như: nếp Cái Hoa Vàng ở Mạc Thượng, Tả Hà, nếp Quýt ở Phú Đa, Tám thơm nổi tiếng. Ở chân ruộng cao có giống lúa Lốc gieo xạ trên cạn, ở ruộng chân trũng thường cấy lúa Rong gạo đỏ, cứng cây chịu ngập, chịu rét, ít sâu bệnh, năng suất lại ổn định rất thích hợp với khu vực đồng chiêm trũng.
Trong vườn, trên đất bãi người dân đã lựa chọn trồng những giống cây ăn quả quý có giá trị kinh tế như: Cam chanh, quýt cơm ở xã Văn Lý, Tảo Môn, Hồng Nhân Hậu ở xã Hòa Hậu, chuối tiêu Hồng, chuối ngự Đại Hoàng...
Người dân Lý Nhân sống chủ yếu bằng nghề làm ruộng, ngoài ra còn có một số người làm nghề thủ công và buôn bán nhỏ. Nhiều nghề thủ công truyền thống từ lâu đã phát triển trên mảnh đất này. Nghề mộc với nhiều sản phẩm độc đáo như: Giường, tủ, bàn ghế... phục vụ nhu cầu đời sống của người dân, đặc biệt nhiều công trình kiến trúc khắc từ gỗ vô cùng khéo léo và độc đáo mang bản sắc dân tộc như: đình Văn Xá (Đức Lý), Kiệu Lồng (đình Thọ Chương) nhiều đền chùa, đình đài khác cho đến nay vẫn còn tồn tại. Ngoài ra còn có nghề lụa ở Nga Khê, dệt vải ở Đại Hoàng, nghề nuôi tằm lấy tơ ở Văn Lý, nổi tiếng khắp nơi. Một số mặt hàng đã có mặt ở các tỉnh Nam Bộ.
Không thể không kể đến nghề mây tre đan cũng có từ rất sớm và khá phổ biến ở Lý Nhân đã tạo ra sản phẩm vừa bền vừa đẹp như thúng Quang Ốc, gầu giai chợ Cầu, rổ, rá ở Mạc Thượng, cót ở Thọ Chương (Đạo Lý)...từ cây mây, lũy tre gắn bó với làng quê, người Lý Nhân đã tạo ra nhiều sản phẩm có ích như cây chông, cánh ná, mũi tên giết giặc, đến các đồ gia dụng phục vụ đời sống. Bên cạnh đó còn có nghề làm bánh ở tổng Ngu Nhuế, tổng Vũ Điện có nghề thêu, nghề dệt, tổng Thổ Ốc có nghề làm may, làm gạch, thợ mộc. Ở các khu vực ven sông Hồng có nghề đánh cá, nuôi cá. Tính chung Lý Nhân có tới hơn 20 ngành nghề thủ công cổ truyền, các nghề thủ công cùng với nghề nông nghiệp trồng lúa trồng màu tạo nên nguồn sống cho nhân dân trong toàn huyện, ngoài những lúc làm đồng ruộng lúc mùa màng thì tất cả người dân đều có thể làm thêm các nghề thủ công phụ để phục vụ nhu cầu sử dụng trong gia đình hoặc bán sản phẩm cải thiện đời sống.

## Văn hóa

### Lễ hội đền Trần Thương
Đền Trần Thương thuộc thôn Trần Thương, xã Trần Hưng Đạo, huyện Lý Nhân.
Cũng như những nơi thờ Hưng Đạo Đại Vương khác, đền Trần Thương tổ chức lễ hội tưởng nhớ vị anh hùng dân tộc này vào ngày 20 tháng 8 âm lịch hàng năm. Dân gian có câu: Tháng Tám giỗ cha, tháng ba giỗ mẹ là để nói về hai lễ hội lớn về hai vị thánh: Đức thánh Trần (Trần Hưng Đạo), Đức thánh Mẫu (Liễu Hạnh). 
Lễ hội theo quy định được tổ chức 3 ngày nhưng trên thực tế có thể dài hơn bởi vì số lượng người về lễ đăng ký dự tế khá đông nên cần thêm ngày để bố trí cho các đội tế. Mỗi ngày có 4 đến 5 đám tế, từ rằm tháng 8 đã có đoàn đến tế ở đền.
Vào ngày chính hội, phần lễ có rước kiệu, dâng hương, tế lễ, phần hội có các trò đánh cờ tướng, bơi chải, đi cầu kiều, tổ tôm điếm... Thu hút sự quan tâm của nhiều người nhất là tục thi đấu cờ tướng. Tục này diễn ra trước các trò hội. Khi tiếng trống nổi lên báo hiệu cuộc chơi thì các đấu thủ cùng dân làng đến sân đền tham dự. Làng chọn các lão làng, các chức sắc có gia phong tốt vào khai cuộc, trong đó, người cao tuổi nhất được làm chủ tế. Chủ tế làm lề cáo yết Đức Thánh Trần rồi rước bàn cờ từ hậu cung quay ra, đến trước hương án nâng bàn cờ lên vái ba vái. Sau đó, cuộc chơi bắt đầu. Hai đấu thủ mang y phục truyền thống của các tướng lĩnh đời Trần mang thanh long đao vào cuộc. Sau một tuần hương, ai thắng, người đó đoạt giải. Vãn cuộc, quân cờ cùng bàn cờ được rửa bằng nước giếng của đền và nước ngũ quả, lau chùi cẩn thận rồi đặt lên hương án. Tục chơi cờ nhằm tưởng nhớ tài thao lược quân sự của Hưng Đạo Đại Vương, rèn luyện trí tuệ, nêu cao truyền thống chống giặc ngoại xâm của ông cha ta. 
Hội rước đền Trần Thương 
Lễ hội đền Trần Thương là một trong ba lễ hội vùng của tỉnh Hà Nam. Lễ hội này có ý nghĩa là một cuộc hành hương về cội nguồn không chỉ đối với người dân địa phương mà đối với người dân cả nước.

## Giáo dục
Các trường Trung học phổ thông:
- Trường THPT Nam Lý
- Trường THPT Lý Nhân
- Trường THPT Bắc Lý
- Trường THPT Dân lập Trần Hưng Đạo
- Trường THPT Nam Cao

Trung tâm GDNN - GDTX Lý Nhân

## Danh nhân
- Nam Cao
- Phạm Tất Đắc
- Hoàng Tùng
- Trần Chiến Thắng - Nguyên Thứ trưởng Bộ VH-TT và Du Lịch (con trai ông Hoàng Tùng)
- Nguyễn Thị Doan - Nguyên Phó chủ tịch nước CHXHCN Việt Nam.
- Mai Tiến Dũng - Nguyên Bộ trưởng, Chủ nhiệm Văn phòng Chính phủ.
- Đào Ngọc Dung - Bộ trưởng Bộ LĐ-TB&XH.
- Huy Thục - Nhạc sĩ, đại tá Quân đội Nhân dân Việt Nam
- Trung tướng Vũ Xuân Thuật - Nguyên Phó tổng cục trưởng Tổng cục hậu cần BCA
- Thiếu Tướng Nguyễn Đắc Thế - Nguyên phó tổng cục trưởng Tổng cục hậu cần BCA
- Hữu Mai - Nhà văn
- Lã Thị Lan - Chủ tịch HĐQT Tập đoàn Tiến Lộc. Phó chủ tịch hội doanh nhân Tp. Hồ Chí Minh. ĐB Quốc Hội khóa XIV
- Văn Thị Thanh cựu tuyển thủ nữ quốc gia. Đang là huấn luyện viên CLB nữ Phong Phú Hà Nam. Cô từng là cầu thủ xuất sắc nhất, quả bóng vàng Việt Nam 2003
- Thầy Thích Thanh Bích - phó pháp chủ GHPG Việt Nam
- Trung Tướng Nguyễn Trọng Thắng - Nguyên Cục Trưởng Cục Nhà Trường - BQP
- Trung Tướng Trần Duy Giang - Chủ Nhiệm Tổng Cục Hậu Cần - BQP
- Phó đô đốc Trần Thanh Nghiêm-Tư lệnh Quân chủng hải quân

## Di tích
- Đền Trần Thương (Di tích lịch sử Quốc gia đặc biệt, thờ Đức Thánh Trần Hưng Đạo) xã Trần Hưng Đạo
- Đền Bà Vũ Thờ bà Vũ Thị Thiết. Di tích Quốc gia 24/3/1993 (Người con gái Nam Xương) xã Chân Lý
- Khu tưởng niệm Nhà văn Nhà cách mạng Nam Cao. Xã Hòa Hậu
- Chùa Lưu Ly, xã Công Lý
- Đình Mạc Hạ, Di tích kiến trúc nghệ thuật cấp Quốc gia (công nhận năm 2001), xã Công Lý
- Đình Văn Xá, thuộc thôn Văn Xá, xã Đức Lý là ngôi đình có niên đại sớm nhất ở Hà Nam còn lại đến nay
- Ngoài những di tích kể trên. Huyện Lý Nhân còn có 13 di tích cấp quốc gia khác...

## Làng nghề
Lý Nhân là một huyện vùng chiêm trũng phía đông tỉnh Hà Nam. Kinh tế chủ yếu dựa vào nông nghiệp. Tuy không danh tiếng hay tạo giá trị cao nhưng huyện lại có rất nhiều làng nghề và làng có nghề. Là địa phương có nhiều làng nghề được công nhận nhất tỉnh Hà Nam với 20 làng. Ngoài ra còn có 23 làng có nghề trên tổng số 111 làng có nghề của cả tỉnh. Lý Nhân có tổng số 43 làng nghề và làng có nghề trên tổng số 176 làng nghề và làng có nghề của cả tỉnh. Một số địa phương có các làng có nghề và nghề phụ trong đó có một số nghề bị mai một dần. Các làng nghề, nghề phụ, nghề cũ của huyện:
- Trồng chuối ngự tiến vua, cá kho niêu, dệt nhuộm ở Hòa Hậu
- Đan lưới, vó xóm Cầu Không (Bắc Lý)
- Cá con, cá giống khu Văn Xá thôn Văn Kênh (Đức Lý)
- Làng mộc xóm 2, thôn 2 Phú Đa (Công Lý)
- Làm bánh đa Phúc Hạ (Hợp Lý)
- Làng nghề mộc xóm 3, 4 thôn 2 Công Xá (thị trấn Vĩnh Trụ)
- Làng nghề trồng sen Trác Nội (Trần Hưng Đạo)
- Nghề trồng sen Trần Thương (Trần Hưng Đạo)
- Nghề nấu rượu, đậu phụ, chăn nuôi Phúc Thượng (Hợp Lý)
- Làng nghề mộc thôn 1, 2, 3, 4, 5, 6 (Nhân Khang)
- Đan cót nan khu Thọ Chương thôn Vũ Xá (Đạo Lý)
- Làng nghề mộc thôn 2 Mai Xá (Vĩnh Trụ)
- Làng nghề mộc Cao Đà (Nhân Mỹ)
- Có nghề xay xát thôn Chỉ Trụ (Hợp Lý)
- Làng nghề mộc thôn 5, 6 Thượng Vỹ (Nhân Chính)
- Làng nghề mộc Quan Trung (Văn Lý)
- Làng đan cót thôn Sàng (Đạo Lý)
- Làng bánh đa nem xóm 1, 3 Trần Xá (Nguyên Lý)
- Làng mộc xóm 1, 2 thôn 1 Công Xá (Vĩnh Trụ
- Làng đan thúng Quan Hạ thôn Văn (Văn Lý)
- Nghề làm bánh mì, bánh ngọt ở Chính Lý
- Làng nghề mộc xóm 6 thôn 1 Mai Xá (thị trấn Vĩnh Trụ)
- Làng bánh đa nem xóm 3, 4 Đồng Phú (Nguyên Lý)
- Làng nghề mộc xóm 6 thôn Trung Châu (Xuân Khê)
- Làng bánh đa nem xóm 2, 4 Mão Cầu (Nguyên Lý)
- Làng nghề đan tre Bảo Lý (Chân Lý)
- Nghề làm bánh mì, bánh ngọt Phúc Thủy (Hợp Lý)
- Bánh đa nem làng Chều (Nguyên Lý).